# 張緒
張緒（ちょう しょ、422年 - 489年）は、南朝宋から斉にかけての官僚・学者。字は思曼。本貫は呉郡呉県。

## 経歴
金紫光禄大夫の張茂度（張邵の兄）の孫で太子中舎人の張演の子として生まれた。若くして名を知られ、つつましく欲が少なく、叔父の張鏡は「この子は今の楽広である」と評した。揚州に召されて議曹従事となり、秀才に挙げられた。建平王護軍主簿・右軍法曹行参軍・司空主簿・撫軍南中郎二府功曹・尚書倉部郎を歴任した。都令史が郡県に米の上納について訊ねると、張緒はもの寂しい様子で見つめて、包み隠すことがなかった。巴陵王文学・太子洗馬・北中郎参軍・太子中舎人・呉郡中正・車騎従事中郎・中書郎・揚州治中・黄門郎をつとめた。
宋の明帝は張緒と会うたびに、そのさっぱりした人柄に感心していた。張緒は太子中庶子・揚州大中正となり、司徒左長史に転じた。吏部尚書の袁粲は「臣の見るところ張緒には正始の遺風があり、宮職につかせるのがよろしいでしょう」と明帝に勧めた。張緒は再び太子中庶子となり、翊軍校尉を兼ねた。散騎常侍の位を受け、長水校尉を兼ねた。まもなく侍中を兼ね、吏部郎に転じ、官吏の選挙を職掌した。元徽元年（473年）、東宮官から退任した。王倹の人柄を認めて、秘書丞に推挙した。侍中の位を受けた。
袁粲と褚淵の輔政のもとで、張緒は呉郡太守として出された。祠部尚書となり、再び中正を兼ねた。太常に転じ、散騎常侍の位を加えられた。まもなく始安王劉伯融（劉休仁の子）の王師を兼ねた。昇明2年（478年）、蕭道成の下で太傅長史となり、征虜将軍の号を加えられた。昇明3年（479年）、斉が建てられると、張緒は散騎常侍の位を受け、世子詹事をつとめた。同年（建元元年）、蕭道成が帝位につくと、張緒は中書令に転じた。蕭道成は張緒の名望を重んじて深く敬意を表した。まもなく張緒は驍騎将軍の号を加えられた。蕭道成は張緒を尚書右僕射として任用しようとしたが、王倹が反対したため取りやめられた。建元4年（482年）、国学が立てられると、張緒は太常卿となり、国子祭酒を兼ねた。『周易』の研究に通じて、当時にあっては第一人者であった。
武帝が即位すると、国子祭酒のまま吏部尚書に転じた。永明元年（483年）、金紫光禄大夫の位を受け、太常を兼ねた。永明2年（484年）、南郡王蕭長懋の王師を兼ね、給事中の位を加えられた。永明3年（485年）、太子詹事に転じた。長沙王蕭晃が呉興の聞人邕を揚州議曹に任用するよう、張緒に請託してきたが、張緒は許さなかった。
永明7年（489年）、国子祭酒を兼ねた。食が細くなり、まもなく死去した。享年は68。
散騎常侍・特進・金紫光禄大夫の位を追贈された。諡は簡子といった。

## 子女
- 張克（元徽年間に正員郎となり、罪により禁錮させられた）
- 張允（永明年間に安西功曹となったが、姦通と殺人の罪で処刑された）
- 張充

## 伝記資料
- 『南斉書』巻33 列伝第14
- 『南史』巻31 列伝第21